# ヤキマ・ブルーイング
ヤキマ・ブルーイング・アンド・モルティング・カンパニー (Yakima Brewing & Malting Co)、ないし、グランツ・ブルワリー・パブ (Grant's Brewery Pub) は、アメリカ合衆国ワシントン州ヤキマに、バート・グラント (Bert Grant) が創設したブルーパブ。1982年に開業し、合衆国における同種の施設としては禁酒法以来最初のものとされていた。この会社は、独立した企業体として、あるいは、親会社の傘下で、2004年までビール製造を続けた。

## 歴史
1982年、スコットランド生まれのグラントは、ヤキマの歌劇場だった建物を利用してブルーパブを始め、その後、この町の鉄道車庫に事業を移転した。醸造はまずペールエールから着手され、後にはインディア・ペールエール (IPA) やアンバー・エール、スコッチ・エール、さらに季節ごとのバラエティが手がけられた。1995年、グラントはブルーパブとヤキマ・ブルーイング・アンド・モルティング・カンパニーを、スティムソン・レーン・ヴァインヤード・アンド・エステーツ (Stimson Lane Vineyards & Estates) に売却した。これに先立つ1990年には、生産能力を拡大するために、20,000 sq ft (1,900 m2) のブルワリーが建設されていた。2001年、グランドが死去したすぐ後に、ヤキマ・ブルーイングとブルーパブは、アトランタを拠点とし、小規模な地方のブルワリーのネットワークづくりを計画していた、ブラック・ベア・ブルーイング (Black Bear Brewing) に売却された。
しかし、ヤキマ・ブルーイングは財務上の問題を抱えるようになった。2003年、強制執行を受けることを免れるため、同社はインターナショナル・ワイン・アンド・スピリッツ (International Wine & Spirits Ltd.)（UST Inc. の前身のひとつ）に工場、不動産、施設を譲渡した上でのリースに合意した。その際には、同社がそれまで有価証券に関する州法に抵触する事実をいくつも抱えていたことが明らかになった。BNSF鉄道がヤキマ・ブルーイングを訴えていた裁判に勝ち、85,000ドル以上の未払い賃料と訴訟費用の債務があると認定した判決が2004年の遅い時期に下されると、醸造工程とパブはいずれも閉鎖された。2005年にはブティックなどから成るショッピングセンターに、新たなパブが3度目の開店をした。しかし、その2ヶ月後には、州政府が酒類販売免許を取り消し、このパブも閉店した。

## 残されたもの
禁酒法時代以来初めて開業した業態であったこのパブは、ビジネスモデルを再構築し、ブルーパブができることをクラフト・モデル (craft model) として示し、ビール醸造業界に大きな影響を残した。レッドフック・エール・ブルワリーの最高経営責任者 (CEO) は、このようなブルーパブを備えることは、クラフト・ブルワー (craft brewer) と称されるマイクロブルワリーを育てていく上で欠かすことはできない、と述べている。
グラントが生み出したスコティッシュ・エール (Scottish Ale) は全国的な評価を得、IPAはアメリカへのこのスタイルの再導入と人気の高まりに先駆的な役割を果たしたもののひとつと考えられている（伝説的なIPAとして長年生産されていたバランタイン・ブルワリーが生産休止となった状況の中では、特に重要であった）。季節商品のエールであるザ・レイジー・デイズ (The Lazy Days) は、2004年のワールド・ビア・カップで「English-Style Summer Ale」部門の金賞を受賞した。 
会社のウェブサイトのウェブアーカイブは、 https://web.archive.org/web/*/http://grants.com/ にある。